# Wereldkampioenschap schaatsen allround 1914
Het Wereldkampioenschap schaatsen allround 1914 werd op 14 en 15 februari in het Frogner Stadion te Kristiania (nu: Oslo) gehouden.
Titelverdediger was Oscar Mathisen, die in het Pohjoissatama in Helsinki wereldkampioen was geworden. Oscar Mathisen prolongeerde zijn titel voor de tweede keer in rij, zijn vijfde in totaal.

## Eindklassement
| Rang   | Schaatser          | Land               | Punten | 500m      | 5000m        | 1500m       | 10.000m      |
| ------ | ------------------ | ------------------ | ------ | --------- | ------------ | ----------- | ------------ |
| Goud   | Oscar Mathisen     | Noorwegen          | 6      | 45,3 (1)  | 9.20,6 (1)   | 2.26,1 (1)  | 18.53,2 (3)  |
| Zilver | Vasili Ippolitov   | Keizerrijk Rusland | 9      | 47,7 (4)  | 9.22,5 (2)   | 2.29,3 (2)  | 18.47,6 (1)  |
| Brons  | Väinö Wickström    | Finland            | 17     | 48,0 (6)  | 9.27,0 (4)   | 2.34,1 (5)  | 18.52,2 (2)  |
| 4      | Nikita Najdenov    | Keizerrijk Rusland | 25.5   | 49,0 (10) | 9.28,9 (5)   | 2.34,5 (7)  | 19.01,2 (4)  |
| 5      | Platon Ippolitov   | Keizerrijk Rusland | 32     | 48,8 (8)  | 9.26,9 (3)   | 2.44,9 (19) | 19.05,7 (5)  |
| 6      | Walter Tverin      | Finland            | 33     | 48,5 (7)  | 9.43,0 (8)   | 2.36,3 (9)  | 19.32,6 (9)  |
| 7      | Kristian Strøm     | Noorwegen          | 34     | 50,0 (14) | 9.39,8 (6)   | 2.34,4 (6)  | 19.34,4 (10) |
| 8      | Bjarne Frang       | Noorwegen          | 35     | 46,2 (2)  | 9.52,2 (14)  | 2.32,0 (3)  | 20.34,4 (16) |
| 9      | Martin Sæterhaug   | Noorwegen          | 35     | 47,5 (3)  | 10.01,3 (16) | 2.34,0 (4)  | 19.50,6 (12) |
| 10     | Julius Skutnabb    | Finland            | 36     | 50,8 (17) | 9.41,0 (7)   | 2.37,2 (11) | 19.18,8 (6)  |
| 11     | Thomas Bohrer      | Oostenrijk         | 40.5   | 47,8 (5)  | 9.45,7 (9)   | 2.38,3 (12) | 20.15,2 (15) |
| 12     | Sigurd Syversen    | Noorwegen          | 41.5   | 49,2 (11) | 9.50,0 (13)  | 2.34,5 (7)  | 19.43,5 (11) |
| 13     | Trygve Lundgreen   | Noorwegen          | 47     | 49,9 (13) | 9.46,8 (11)  | 2.38,9 (13) | 19.51,4 (13) |
| 14     | Bror Ravander      | Finland            | 47     | 51,0 (18) | 9.45,7 (9)   | 2.41,5 (16) | 19.27,3 (8)  |
| 15     | Sverre Aune        | Noorwegen          | 49     | 51,6 (20) | 9.47,3 (12)  | 2.39,7 (15) | 19.26,8 (7)  |
| 16     | Stener Johannessen | Noorwegen          | 56.5   | 51,0 (18) | 9.55,9 (15)  | 2.39,3 (14) | 19.57,1 (14) |
| NS4    | Gunnar Schou       | Noorwegen          | -      | 49,5 (12) | 10.26,8 (20) | 2.36,5 (10) | NS           |
| NS4    | Thorolf Hansen     | Noorwegen          | -      | 50,2 (15) | 10.27,8 (21) | 2.42,9 (17) | NS           |
| NS4    | Gustaf Wiberg      | Zweden             | -      | 50,2 (15) | 10.09,4 (18) | 2.43,8 (18) | NS           |
| NS3    | Henning Olsen      | Noorwegen          | -      | 48,8 (8)  | 10.20,6 (19) | NS          |              |
| NS3    | Paul Poss          | Zweden             | -      | 51,8 (21) | 10.07,3 (17) | NS          |              |

* = met val
NC = niet gekwalificeerd
NF = niet gefinisht
NS = niet gestart
DQ = gediskwalificeerd